# Lorenzo Alcaraz
Lorenzo Alcaraz Segura (Guadalupe, España, 1889 - México, 1973) fue un matemático y pedagogo republicano español exiliado en México.

## Biografía
Nacido en España, una vez en el exilio republicano de la Guerra Civil e instalado en México, fue cofundador, secretario, administrador, director (entre 1957 y 1973) y profesor de la Academia Hispano-Mexicana, un centro laico y coeducativo fundado en 1940 que impartía enseñanza secundaria y preparatoria, ingeniería en sus diversas ramas y arquitectura. Ofrecía los servicios de secundaria, preparatoria, laboratorios, talleres, biblioteca, servicio médico, internado, medio internado, residencia para estudiantes, etcétera, y en su primer año contó con casi 200 alumnos, en su mayoría españoles. A la academia acudieron también los hijos de muchos mexicanos, entre ellos hijos de políticos e intelectuales que simpatizaban con las ideas liberales de la institución. A mediados de los años 70, la academia logró abrir su propia universidad con las carreras de Economía, Sociología, Historia, Derecho, Administración, Turismo, Legislación Fiscal, con cuatro ramas: Aduanas, Relaciones Internacionales, Crédito y Finanzas y Licenciatura en Seguros.[cita requerida]

## Obras
- Los niños (un libro para los grandes): consideraciones sobre la primera educación y la primera instrucción Cáceres: s. n., 1923 (Imprenta Moderna)
- Cálculos financieros. México: FCE, 1958.
- Con Miguel A. Miranda, Cálculos mercantiles. México: FCE, 1954.

- Datos: Q9023741